# Eragrostis ciliata
Eragrostis ciliata là một loài thực vật có hoa trong họ Hòa thảo. Loài này được (Roxb.) Nees mô tả khoa học đầu tiên năm 1829.